# Sindora
Genre
Classification phylogénétique
Sindora est un genre de plantes à fleurs dicotylédones de la famille des Fabaceae, sous-famille des Caesalpinioideae, originaire d'Afrique et d'Asie, qui comprend une vingtaine d'espèces acceptées.

## Liste d'espèces
Selon The Plant List (21 novembre 2018) :
- Sindora affinis de Wit
- Sindora beccariana de Wit
- Sindora bruggemanii de Wit
- Sindora coriacea (Baker) Prain
- Sindora echinocalyx Prain
- Sindora galedupa Prain
- Sindora glabra de Wit
- Sindora inermis Merr.
- Sindora irpicina de Wit
- Sindora javanica (Koord. & Valeton) Backer
- Sindora klaineana Pellegr.
- Sindora laotica Gagnep.
- Sindora leiocarpa de Wit
- Sindora siamensis Miq.
- Sindora sumatrana Miq.
- Sindora supa Merr.
- Sindora tonkinensis K.Larsen & S.S.Larsen
- Sindora velutina Baker
- Sindora wallichii Benth.